# 譚以蒙
譚以蒙（越南语：／）是越南李朝時期的一位官員。
譚以蒙是譚時奉的兒子，為安全皇后譚氏的弟弟。1186年，太傅吳履信死後，譚以蒙被李高宗任命為太傅，並擔任輔政之職。1192年，清化府古宏甲叛亂，譚以蒙奉命率領清化府之兵前往鎮壓，大破之，擒叛軍首領黎晚歸京。同年，演州胡口叛亂，譚以蒙再率兵鎮壓。1194年，真登州叛亂，譚以蒙率軍平定，擒其首領何黎。
1197年，譚以蒙被封為列侯。翌年，在譚以蒙的建議下，李高宗大舉整治寺院的風氣，僅留有德高僧，餘皆令還俗。
1203年，占城國王布池被叔父布由篡位，與妻子率船二百隻，逃到機羅海口，前來求救。知乂安州殿前指揮使杜清、乂安州牧范延將此事奏聞朝廷。譚以蒙奉命，與樞密使杜安一起至機羅海口迎接，命杜清、范延嚴加防備。杜清、范延卻認為應該與占城人推心置腹地交往，不該戒備。譚以蒙甚怒，率軍而歸。杜清、范延見譚以蒙憤怒，十分害怕，便襲擊布池之軍，以為自全之計，反被布池擊敗。
1206年，譚以蒙拜太保，戴拱辰冠。翌年，段尚、段主發動叛亂，李高宗派兵大舉討伐，譚以蒙出大通道以擊之。1209年，范秉彛與范猷不和，受到范猷的誣告，被李高宗召入宮中逮捕。范秉彛的部將郭卜以兵攻皇宮，高宗便將范秉彛殺害，與皇太子旵出逃。郭卜率兵入宮，擁立李忱為帝，授予譚以蒙太尉的職務。不過隨後李高宗便在陳李、陳嗣慶的支持下復位。同年李高宗便逝世了，皇太子旵繼位，是為李惠宗。惠宗年幼，政事皆委於譚以蒙。而譚以蒙又不學無術、柔懦不能決斷，因此政事日墮。
1212年，因陳嗣慶專權，李惠宗令譚以蒙、段尚調集軍隊，欲討伐之。1214年，陳嗣慶攻昇龍，譚以蒙、安仁王率北江道諸軍與之交戰，在安沿被陳承擊敗。此後，譚以蒙在史書中失去了記載。